# Navadni alpski zvonček
Navadni alpski zvonček (znanstveno ime Soldanella alpina) je rastlinska vrsta iz družine jegličevk.
Zimzelena trajnica zraste v višino od 5 do 15 centimetrov. Pritlehni okroglo ledvičasti listi merijo v premeru do 3 centimetre, so precej debeli in usnjati. Steblo je pokončno, neolistano, na vrhu nosi enega, dva ali celo tri rdečevijoličaste lijakaste cvetove. Čas cvetenja se razteza od aprila do julija, odvisno od nadmorske višine oz. lege rastišča. Razširjena je v Alpah, Pirenejih in na Balkanu.

## Vir
- Ravnik, Vlado (2010). Alpsko cvetje Slovenije. Narava, Kranj. COBISS 251649024. ISBN 978-961-6582-68-1.